# جون موريس (لاعب كرة قدم)
جون موريس (بالإنجليزية: John Morris)‏ (5 مارس 1950 بنيوزيلندا - ) هو لاعب كرة قدم نيوزلندي في مركز حراسة المرمى. شارك مع منتخب نيوزيلندا لكرة القدم. أما مع النوادي، فقد لعب مع Bay Olympic ‏.

## وصلات خارجية
- جون موريس على موقع الاتحاد الدولي (مؤرشف)  (الإنجليزية)